# جوليان والكر
جوليان والكر (بالإنجليزية: Julian Walker)‏ (و. 1986  م) هو لاعب هوكي الجليد، من سويسرا، ولد في برن، يلعب كمهاجم ‏.

## روابط خارجية
- جوليان والكر على موقع دوري الهوكي الوطني (الإنجليزية)
- جوليان والكر على موقع EliteProspects.com (الإنجليزية)
- جوليان والكر على موقع Eurohockey.com (الإنجليزية)
- جوليان والكر على موقع HockeyDB.com (الإنجليزية)